# Silent Night Fever
Silent Night Fever è il primo album della melodic death metal/thrash metal band svedese Dimension Zero. Dai critici e dai fan è considerato il loro miglior lavoro. 

## Tracce
1. Silent Night Fever – 3:20
2. The Murder-Inn – 3:01
3. Through the Virgin Sky – 4:29
4. Your Darkest Hour – 4:08
5. Not Even Dead – 3:59
6. They Are Waiting To Take Us – 3:50
7. Until You Die – 3:45
8. End – 2:58
9. Slow Silence – 2:04